# Kanton Lombez
Lombez is een voormalig kanton van het Franse departement Gers. Het kanton maakte deel uit van het arrondissement Auch. Het werd opgeheven bij decreet van 26 februari 2014, met uitwerking op 22 maart 2015. De gemeenten werden opgenomen in het nieuwe kanton Val de Save, met uitzondering van Meilhan die werd opgenomen in het nieuwe kanton Astarac-Gimone.

## Gemeenten
Het kanton Lombez omvatte de volgende gemeenten:
- Betcave-Aguin
- Cadeillan
- Espaon
- Garravet
- Gaujac
- Gaujan
- Laymont
- Lombez (hoofdplaats)
- Meilhan
- Mongausy
- Montadet
- Montamat
- Montégut-Savès
- Montpézat
- Pellefigue
- Puylausic
- Sabaillan
- Saint-Élix
- Saint-Lizier-du-Planté
- Saint-Loube
- Sauveterre
- Sauvimont
- Simorre
- Tournan
- Villefranche